# Ololygon obtriangulata
Espèce
Synonymes
- Hyla catharinae simplex Lutz, 1968 nec Boettger, 1901
- Hyla obtriangulata Lutz, 1973
- Scinax obtriangulatus (Lutz, 1973)

Statut de conservation UICN

 LC  : Préoccupation mineure
Ololygon obtriangulata est une espèce d'amphibiens de la famille des Hylidae.

## Répartition
Cette espèce est endémique du Brésil. Elle se rencontre dans les États de Rio de Janeiro, du Minas Gerais et de São Paulo entre 800 et 2 200 m d'altitude dans la serra da Mantiqueira et la serra do Mar.

## Publication originale
- Lutz, 1973 : Geographic variation in Brazilian species of Hyla. The Pearce-Sellards Series, Austin, vol. 12, p. 1-13